# کیکا (خواننده)
کیکا (فنلاندی: Kikka; ۲۶ اکتبر ۱۹۶۴ – ۳ دسامبر ۲۰۰۵) خواننده اهل فنلاند بود. وی بین سال‌های ۱۹۸۴ تا ۲۰۰۵ میلادی فعالیت می‌کرد.

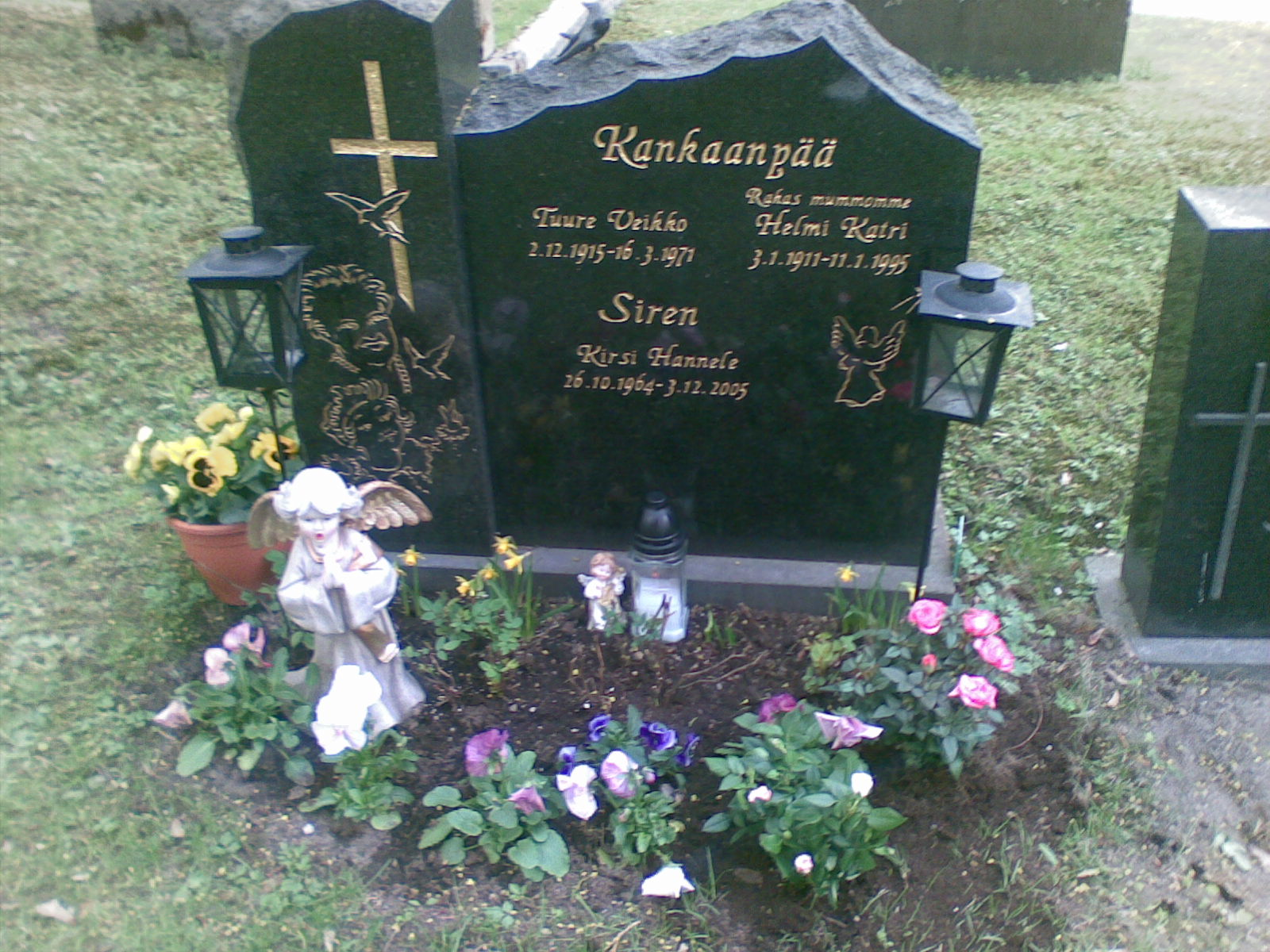
مقبره کیکا سیرن در گورستان کالوانکانگاس در تامپره